# Tet (letter)
De tet is de negende letter uit het Hebreeuws alfabet. De letter wordt uitgesproken als een t, net als de taw (ת). Een bekende Hebreeuwse naam die eindigt met de tet is Lot: לוט. (N.B. Hebreeuws wordt van rechts naar links geschreven.)
De letters van het Hebreeuws alfabet worden ook gebruikt als cijfers. De tet is de Hebreeuwse negen.
א · ב · ג · ד · ה · ו · ז · ח · ט · י · כ · (ך) · ל · מ · (ם) · נ · (ן) · ס · ע · פ · (ף) · צ · (ץ) · ק · ר · ש · ת 

alef · beet · gimel · dalet · hee · waw · zajien · chet · tet · jod · kaf · -sofiet · lamed · mem · -sofiet · noen · -sofiet · samech · ajien · pee · -sofiet · tsaddie · -sofiet · koef · reesj · sjien · tav